# Thalestris

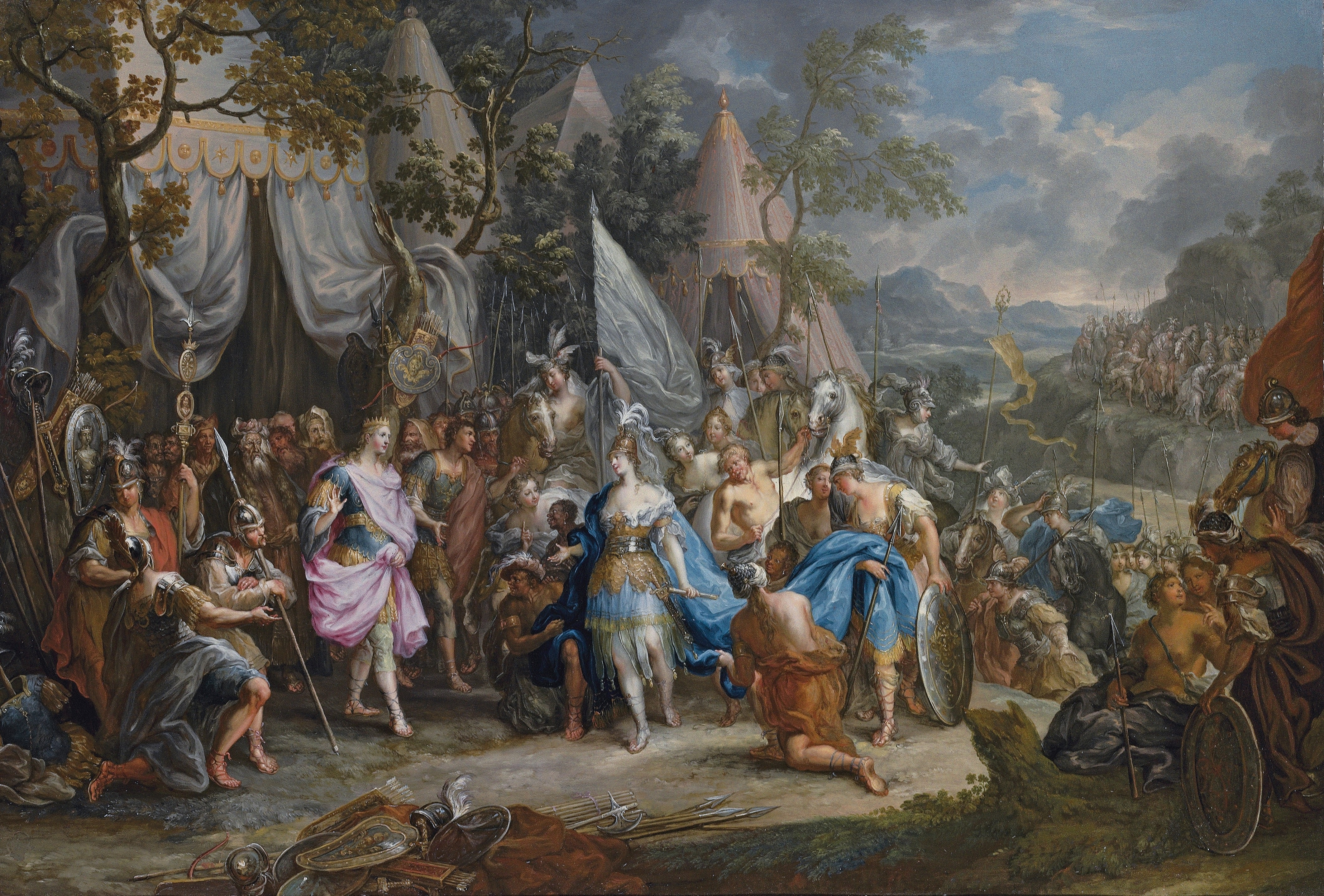
Die Amazonenkönigin Thalestris im Lager Alexander des Großen (Gemälde von Johann Georg Platzer, Südtirol um 1750)

Thalestris (altgriechisch Θάληστρις Thálēstris), auch Talestris, ist die letzte Amazonenkönigin, die namentlich genannt wird. Sie soll im Jahr 330 v. Chr. den Makedonenkönig Alexander den Großen während dessen Asienfeldzug getroffen haben. Moderne Forscher halten sie durchweg nicht für eine geschichtliche, sondern eine erfundene Person.

## Berichte antiker Historiker
Die wichtigsten erhaltenen antiken Quellen für die angebliche Begegnung von Alexander dem Großen und Thalestris stellen die Berichte der Geschichtsschreiber Diodor und Curtius Rufus sowie der Auszug von Iustinus aus dem Geschichtswerk des Pompeius Trogus dar.
Der griechische Historiker Diodor schreibt im 1. vorchristlichen Jahrhundert, dass sich zur Zeit des Alexanderzugs die Macht der Königin Thalestris über das Gebiet zwischen den Flüssen Phasis (heute Rioni am Südwestabhang des Kaukasus-Gebirges) und Thermodon erstreckt habe. 330 v. Chr. lagerte Alexander auf seinem Feldzug gegen die Perser mit seinen Truppen am südlichen Kaspischen Meer in Hyrkanien, nachdem er zuvor den Stamm der Marder im westlichen Elburs bekämpft hatte. Da sei Thalestris mit einem Teil ihres Heeres, 300 in voller Rüstung steckenden Amazonen, zu seinem Lager geritten. Sie habe dem König erklärt, dass sie ein Kind von ihm zu bekommen begehre. Da er sich als der größte aller Männer erwiesen habe und sie selbst mutiger und stärker sei als alle anderen Frauen, werde ein von ihnen zusammen gezeugtes Kind alle Sterblichen übertreffen. Alexander wäre der Bitte nicht abgeneigt gewesen und habe beschlossen, mit seinem Heer noch einige Tage Halt zu machen. Nach 13 Tagen gemeinsamen Verkehrs habe er Thalestris reich beschenkt entlassen.
Der wohl im 1. nachchristlichen Jahrhundert lebende römische Geschichtsschreiber Quintus Curtius Rufus erwähnt in seiner Erzählung dieser Episode weitere Einzelheiten. So habe Thalestris beispielsweise Alexander gegenüber geäußert, dass sie ein Kind weiblichen Geschlechts behalten werde, ein männliches aber zu ihm schicken würde. Alexander sei auch ihrem Wunsch, mit ihm Nachwuchs zu zeugen, eher aus Taktgefühl als aus Leidenschaft nachgekommen. Er habe darauf gedrängt, dass sie sich ihm mit ihren Kriegerinnen als militärische Verbündete anschließen solle, welchen Vorschlag Thalestris unter dem Hinweis, dass sie ihr Reich verteidigen müsse, ablehnte. Der römische Historiker Iustinus, der im 2. oder 3. Jahrhundert lebte, liefert eine ähnliche Darstellung der Geschichte. Alle drei Schreiber geben keine Auskunft über das weitere Leben der Amazonenkönigin.

## Beurteilung der Geschichtlichkeit von Thalestris

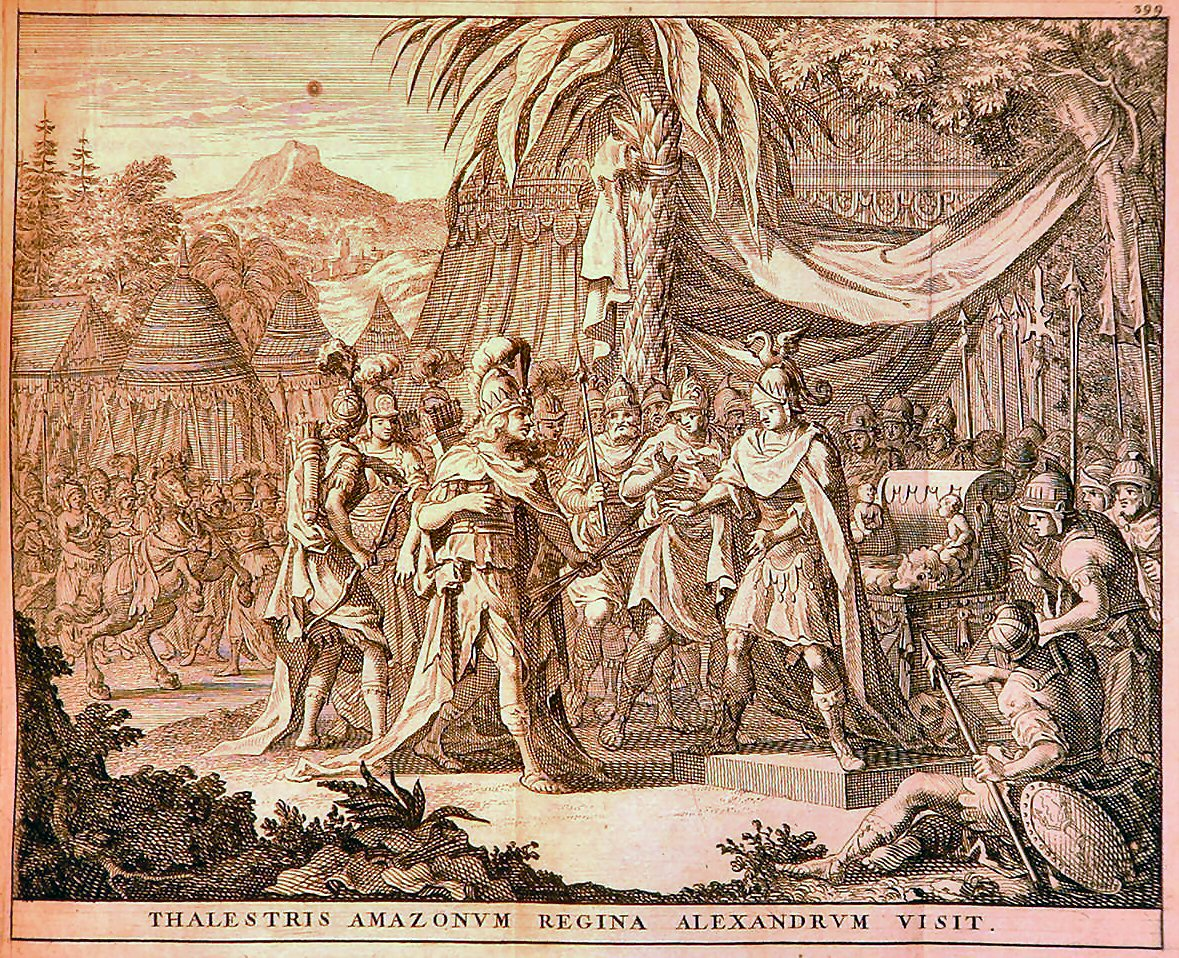
Thalestris, die Königin der Amazonen, besucht Alexander (unbekannt, 1696)

Die Historizität von Thalestris war schon unter antiken Geschichtsschreibern umstritten. Um 100 n. Chr. führt der Biograph Plutarch 14 Autoren auf, welche die Thalestris-Geschichte erwähnten. Einige wie Kleitarchos oder Onesikritos schenkten ihr Glauben, neun Schreiber hielten die Affäre zwischen Alexander dem Großen und Thalestris für komplette Fiktion (darunter Aristobulos, Ptolemaios, Chares von Mytilene und Duris von Samos). Viele Jahre nach der angeblichen Begegnung zwischen dem Makedonenkönig und Thalestris weilte der griechische Geschichtsschreiber und ehemalige Offizier Alexanders Onesikritos bei Lysimachos, einem Teilnehmer des Alexanderzuges, der sich zum Zeitpunkt dieser vermeintlichen Episode in der Nähe Alexanders aufgehalten hatte. Als Onesikritos das Auftreten der Amazone aus dem vierten Buch seines Geschichtswerks vorlas, lächelte Lysimachos und fragte, wo denn er damals gewesen sei; also wusste er offenbar nichts von der Amazone.
Um 150 n. Chr. berichtet der als sehr zuverlässig geltende römische Geschichtsschreiber Arrian zwar nichts über Thalestris, gibt aber an, dass der Makedonenkönig laut einigen Berichten erst sechs Jahre später (also 324 v. Chr.) 100 bewaffnete Reiterinnen, angeblich Amazonen, getroffen habe. Diese seien ihm vom medischen Satrapen Atropates gesandt worden. Alexander habe sie jedoch wieder fortgeschickt, um zu verhindern, dass die Soldaten ihnen Gewalt zufügten. Arrian betont, dass die für ihn glaubwürdigen Alexanderhistoriker wie Aristobulos und Ptolemaios diese Geschichte nicht erwähnten, und er bezweifelt, dass es zu Alexanders Zeit noch eine solche Rasse kriegerischer Frauen gab.
Die moderne Wissenschaft hält die Thalestris-Episode einhellig für unhistorisch. Vielleicht lieferte die Tochter eines Skythenkönigs, die Alexander – laut dessen eigenem Brief an Antipater – zur Gattin angeboten worden war, den Anstoß zu dieser Amazonenlegende.

## Rezeption

### Literarische Rezeption in der Antike und im Mittelalter
Der im 3. Jahrhundert entstandene Alexanderroman erwähnt die Gestalt der Thalestris nicht. In diesem Werk verlangt Alexander von den Amazonen brieflich, dass sie sich ihm unterwerfen sollen. Die Amazonen machen den Makedonenkönig in einer darauffolgenden Korrespondenz auf ihre Staatsverfassung und Militärmacht aufmerksam. Auch sei ihr Land von einem schwer passierbaren Strom umgeben und von wilden Tieren bewohnt. Mit den Männern benachbarter Reiche veranstalteten sie Feste mit Pferdeopfern und beließen aus der gemeinsamen Verbindung hervorgegangene Knaben ihren Vätern, nähmen aber Töchter zu sich. Alexander unterlässt es Krieg gegen sie zu führen, verlangt aber von ihnen Tribute und militärische Unterstützung durch eine Abteilung ihrer Kriegerinnen. Die Amazonen fügen sich dieser Forderung.
Die abendländische Überlieferung des Stoffes im Mittelalter, so etwa der Straßburger Alexander (um 1170) und der Prosaroman des Johannes Hartlieb (Die histori von dem großen Alexander, um 1450), stützte sich vornehmlich auf den Alexanderroman und dessen lateinische Übersetzung durch Julius Valerius. Daher war dieser Tradition die Begegnung Alexanders mit Thalestris unbekannt. Daneben übte aber auch die im späteren 10. Jahrhundert verfasste Historia de preliis Alexandri Magni des Archipresbyters Leo vor allem in Frankreich Einfluss aus. In diesem Werk kommt die Amazonenkönigin als Verhandlungspartnerin des Makedonenkönigs vor: Nach der Vereinbarung einer Abmachung sucht sie ihn mit einer Gruppe Amazonen auf und präsentiert ihm u. a. die Reitkunst ihrer Kriegerinnen. Sehr frei bearbeiteten den Stoff der französische Dichter Lambert le Tort und der auf dessen Werk aufbauende Alexandre de Bernay (Li romans d’ Alixandre, 2. Hälfte des 12. Jahrhunderts). In dieser Version träumt die hier Amabel genannte Amazonenkönigin, dass Alexander eine Invasion ihres Reichs plane, woraufhin sie zwei schöne Frauen zu ihm entsendet, die dem Makedonenkönig Geschenke überreichen. Schließlich erscheint Amabel persönlich in Begleitung von Tausend Amazonen und demonstriert, dass sie ritterliche Künste beherrscht.
Manche mittelalterlichen Autoren zogen auch die ursprünglichere Überlieferung des Curtius Rufus heran. Da jedoch der von Thalestris unverhüllt geäußerte Wunsch, aus staatspolitischen Gründen mit Alexander ein Kind zu zeugen, nicht der Vorstellungswelt höfischer Ritterromane  entsprach, erklärten sie ihr Begehr mit einer amourösen Leidenschaft der Königin. In diesem Sinn verläuft etwa die Handlung des Epos Alexandreis des französischen Theologen und Dichters Walter von Châtillon (um 1180), wobei sich der Autor aber recht genau an die Fassung von Curtius Rufus anschloss. Das Epos diente in der Folge als Vorlage für Ulrich von Etzenbach (Alexandreis, um 1270), der die Thalestris-Episode wie bereits zuvor Rudolf von Ems stark im Geist höfischer Epik umformte. Im vom letztgenannten Autor um 1245 verfassten Alexanderroman trägt die Amazonenkönigin den Namen Talestria. Als sie Alexander begegnet, erläutert sie ihm die Geschichte und Organisation ihres Reichs, weigert sich, ihm Tribute zu zahlen und setzt ihn über ihren aufgrund ihrer Begierde gehegten Kinderwunsch in Kenntnis. Der Makedonenkönig lehnt dieses Ansinnen anfangs rundweg ab, doch trägt es Talestria nach zwei Wochen Bedenkzeit erneut vor, wobei nun auch Alexander von Liebe ergriffen wird. Aus dem gemeinsamen 14-tägigen Verkehr geht eine Tochter hervor. In geraffterer Darstellung entwickelt sich die Handlung im Alexanderroman Ulrichs von Enzenbach. Der Autor lässt die Amazonenkönigin beim Betreten von Alexanders Militärlager von Leidenschaft für den König gepackt werden. Zwar weist Alexander zu Beginn ihr Begehren zurück, verbringt dann aber doch heimlich eine Liebesnacht mit ihr.

### Literarische und musikalische Rezeption in der Neuzeit
In den im 16. und beginnenden 17. Jahrhundert verfassten Tragödien, die sich mit Alexander dem Großen beschäftigten, wurde seine Affäre mit Thalestris nicht thematisiert. Sie erschien zu problematisch; andere Liebesbeziehungen Alexanders hatten Vorrang. Der französische Schriftsteller Sieur de La Calprenède veränderte dann in seinem erfolgreichen Roman Cassandre (10 Bände, 1642–50) die antike Überlieferung über die Amazonenkönigin sehr stark, so dass sie nach dieser neuen Handlung einem höfischen Publikum als Heldin annehmbar erschien und damit literarisch salonfähig wurde. Das Hauptthema des Werks ist der Zusammenschluss mehrerer Fürsten und Heroen, um Alexanders Witwe Stateira zu befreien, die nach Alexanders Ableben durch die Intrigen der eifersüchtigen Roxane bedroht wird, sich daher den Decknamen Cassandre zulegt und versteckt lebt. In die Handlung eingebettet werden Thalestris’ frühere Schicksale in der Rückschau erzählt, als sie sich der Befreiungsarmee anschließt. Demzufolge pflegt sie ein Verhältnis mit Orontes, einem Prinzen der Massageten, der unerkannt mit ihr verkehren kann, indem er sich als Frau verkleidet. Als Alexander sich mit einem Heer der Grenze ihres Reichs nähert, will Thalestris ihn von einer Invasion abbringen, sucht ihn daher auf, schlägt aber den Wunsch ihrer Kriegerinnen ab, mit Alexander eine Thronerbin zu zeugen. Orontes kommt indessen das Gerede zu Ohren, dass Thalestris tatsächlich eine Liebesbeziehung mit Alexander unterhalte und reist daraufhin aus dem Land der Amazonen ab. Thalestris hält ihn für treulos, ist niedergeschlagen und sucht ihn überall. Schließlich finden sich die Liebenden im Lager der Verbündeten. Thalestris gibt ihre königliche Stellung auf, um sich ehelich mit Orontes zu verbinden; und die Amazonen folgen ihrem Rat, auf ihre althergebrachte Lebensweise zu verzichten, so dass der Bestand ihres Reichs aufhört.
Bald entfaltete La Calprenèdes Roman Wirkung auf die weitere Rezeption des Thalestris-Stoffs. So wurde das von ihm ersonnene Schicksal der Amazonenkönigin vom deutschen Dichter und Librettisten Christian Heinrich Postel als Opernthema (Die großmächtige Thalestris oder letzte Königin der Amazonen; Komposition von Johann Philipp Förtsch; Uraufführung 1690) aufgegriffen. In dem Libretto lässt Postel Thalestris’ Begegnung mit Alexander weg und thematisiert nur ihre amouröse Beziehung mit Orontes. Anfangs möchte sie von einem Liebesverhältnis mit Orontes nichts wissen, ändert ihre Meinung aber, als sie in die Gefangenschaft von Feinden gerät und von Orontes aus ihrer misslichen Lage gerettet wird. Auch bei der 1717 in Bayreuth uraufgeführten Oper Thalestris ist die Liaison der Titelheldin mit Orontes das Leitmotiv. Das gleiche Thema verwendete die sächsische Kurfürstin Maria Antonia Walpurgis in ihrer 1760 oder 1763 erstmals auf Schloss Nymphenburg auf die Bühne gebrachten Oper Talestri, regina delle Amazzoni. Am Beginn der Handlung wird Talestri zur neuen Amazonenkönigin gekrönt. Zu diesem Zeitpunkt befindet sich ihr heimlicher Liebhaber, der Skythen-Prinz Oronte, der zeitweilig als Frau verkleidet bei den Amazonen gelebt hat, bereits in deren Gefangenschaft. Er soll als zeremonielles Opfer getötet werden. Als Orontes Freund Learco mit einem Skythenheer angreift und ebenfalls gefangen genommen wird, verliebt er sich in Talestris Schwester Antiope. Vor allem die Oberpriesterin Tomiri leistet Widerstand gegen Talestris und Antiopes Ansinnen, die Skythen-Prinzen zu begnadigen. Schließlich kommt es aber doch zur Versöhnung zwischen den Amazonen und Skythen, und die beiden Liebespaare können sich vermählen.
Im Roman La nouvelle Talestris, den eine anonyme französische Autorin 1700 verfasste, lesen zwei befreundete Mädchen das Werk Cassandre und spielen daraufhin, dass sie Amazonen seien. Als eines der Mädchen von Leidenschaft für den Bruder ihrer Freundin erfasst wird, diesen Geliebten aber wieder verliert, verfällt sie ihn Wahn und fahndet, als Amazone verkleidet, überall nach ihm. Der italienische Librettist Aurelio Aureli griff indessen für seine durch Bernardo Sabadini vertonte Textvorlage für die Oper Talestri innamorata d’Alessandro Magno (1693) wieder auf die antike Tradition über die Amazonenkönigin zurück.
Der deutsche Romanschriftsteller Heinrich Anselm von Ziegler und Kliphausen formte den ihm als Grundlage dienenden Thalestris-Stoff von La Calprenède für sein Opernlibretto Die lybische Talestris stark um. Die zugehörige Musik komponierte Johann Philipp Krieger; das Werk wurde 1696 am Weißenfelser Hof aufgeführt. Bereits in der Antike waren Amazonen – etwa von Diodor – auch im nordafrikanischen Libyen lokalisiert worden, und an diese Tradition knüpfte Ziegler an, indem er Talestris dort mit ihrem Kriegerinnen-Volk hausen ließ. Talestris wird als sehr streitbar und männerfeindlich skizziert und will den in sie Verliebten, obwohl er ihr treu ist, töten. Trotzdem bleibt er bei ihr und die Titelheldin gibt letztlich seiner Werbung nach. 1715 erschien ein nach Zieglers Libretto gestalteter Roman, dessen Handlung aber ausgebaut wurde. La Calprenède hatte durch seine Neugestaltung der antiken Thalestris-Episode für den Zeitraum des Spätbarock ein neues Interesse an dieser Thematik hervorgerufen, das in der nachfolgenden Ära des Rokoko bereits wieder zu Ende ging.

### Kunst
- Girolamo Fagivoli: Alexander und Thalestris, nach Francesco Primaticcio (Gemälde, 16. Jahrhundert)
- Johann Georg Plazer: The Amazon Queen Thalestris in the Camp of Alexander (Gemälde, um 1750)